# Aotus procumbens
Aotus procumbens är en ärtväxtart som beskrevs av Meissner. Aotus procumbens ingår i släktet Aotus och familjen ärtväxter. Inga underarter finns listade i Catalogue of Life.